# Ielena Ossipova
Pour les articles homonymes, voir Ossipov.
Ielena Ossipova ou Elena Ossipova (en russe : Елена Осипова) est une artiste et militante russe née en 1945,.
Surnommée la « conscience de Saint-Pétersbourg », elle devient populaire dans les médias en tant que « grand-mère pour la paix » lorsqu'elle est arrêtée en mars 2022 pour avoir protesté contre l'invasion russe de l'Ukraine,.

## Biographie
Les parents de Ielena Ossipova sont des survivants du siège de Leningrad. Le reste de sa famille est mort,.
Ossipova commence son militantisme en 2002, après la prise d’otages du théâtre Doubrovka de Moscou par des terroristes tchétchènes, pour protester contre la violence.
Ossipova devient ensuite une figure connue de Saint-Pétersbourg pour ses manifestations publiques, avec des pancartes qu'elle fabrique et peint elle-même. Elle a un style artistique distinctif, doux et fluide mais aussi audacieux et parfois caricatural, dépeignant souvent les horreurs fantomatiques infligées par la violence d'État. Une de ses expositions a été décrite comme « un sous-sol confortable avec des images inconfortables ». Elle comprenait une affiche montrant une mère avec un bébé mort, en référence à un garçon tadjik nommé Umarali Nazarov, décédé à Saint-Pétersbourg après avoir été enlevé de force à sa mère. Elle a également réalisé des affiches sur le siège de l'école de Beslan.
Le 2 mars 2022, Ossipova, alors âgée de 77 ans, fait partie des personnes arrêtées à Saint-Pétersbourg pour avoir protesté contre l'invasion russe de l'Ukraine. Des images de son arrestation, par 8 policiers, alors que la foule l'acclame, sont largement partagées sur les réseaux sociaux,,.
Le 1er février 2023, la police russe saisit l’exposition d’une vingtaine de pancartes et de tableaux crées entre 2014 et 2022 par Elena Ossipova dans les locaux de l’antenne locale du parti d’opposition Iabloko,.